# 3e armée de chars
Pour les articles homonymes, voir 3e armée.
La 3e armée de chars (en russe : 3-я танковая армия, parfois traduit « 3e armée de tanks »), puis 3e armée de chars de la Garde (en russe : 3-я гвардейская танковая армия), était une grande unité de l'Armée rouge durant la Grande Guerre patriotique (la Seconde Guerre mondiale), puis de l'Armée soviétique.

## Grande Guerre patriotique
Commandants :
- lieutenant-général Prokofi Logvinovitch Romanenko (25 mai – 24 septembre 1942) ;
- major-général Pavel Rybalko (25 septembre 1942 – 26 avril 1943) ;
- lieutenant-général Pavel Rybalko (14 mai 1943 – février 1947).

### Première formation
La 3e armée de chars a été formée en mai 1942 à partir des éléments de l'ancienne 58e armée dans le district militaire de Moscou pour faire partie de la réserve de la Stavka. Elle est composée du 12e corps de chars, du 15e corps de chars, du 2e corps mécanisé et de la 91e brigade autonome de chars, le tout sous le commandement du lieutenant-général Prokofi Logvinovitch Romanenko (de mai à septembre 1942).
Selon la doctrine militaire des opérations en profondeur prônée par l'Armée rouge (théorisée par Triandafillov et Toukhatchevski), une armée de chars (Танковая армия, abrégée en TA) est destinée à être engagée après une percée effectuée par une autre armée combinée (composée d'infanterie largement soutenue par des divisions d'artillerie et des brigades de tanks d'accompagnement) ; le rôle de l'armée de chars était de servir d'« échelon de frappe opérative » en s'enfonçant le plus loin possible en territoire adverse (jusqu'à 150 à 400 km), si possible ses corps d'armée avançant en parallèle, pour déstructurer tout le système ennemi. La 3e armée de chars est la première constituée sur les six du conflit, qui furent les fers de lance des principales offensives soviétiques de la seconde partie de la Grande Guerre patriotique.
Le 22 août 1942, elle est engagée pour la première fois pendant l'offensive de Kozelsk, près de la rivière Jizdra, sans supériorité aérienne, s'y faisant tailler en pièces par la 7e division de Panzer du Generalmajor Adelbert Schulz. Après avoir renouvelé ses chars et avoir été lourdement renforcée (avec un corps de cavalerie, quatre divisions de fusiliers et trois brigades de charss), son deuxième engagement a lieu en janvier 1943 pendant l'offensive Ostrogojsk-Rossoch et surtout en mars 1943 dans la troisième bataille de Kharkov : un nouvel échec. Les restes de l'armée servent à la formation de la 57e armée ; l'armée de chars est dissoute le 26 avril 1943.

### Seconde formation

#### 1943
La 3e armée de chars est reformée par l'ordre du 14 mai 1943 ; son commandement est confié à partir du 14 mai 1943 au lieutenant-général Pavel Rybalko, avec comme officier politique le major-général (lieutenant-général à partir du 29 mai 1944) Semion Ivanovitch Melnikov (ru), comme commandant adjoint le major-général Kirill Filippovitch Souleïkov puis à partir du 9 septembre 1943 le major-général Iouri Nikolaïevitch Soloviov. L'armée est complètement rééquipée avec 461 chars T-34/76, 220 chars légers T-70 et 32 automoteurs SU-122.
La 3e armée de chars participe à la seconde partie de la bataille de Koursk au sein du front de Briansk : l'opération Koutouzov consiste en une offensive soviétique au nord-est du saillant allemand d'Orel. L'assaut est lancé le 18 juillet 1943 par les 3e et 63e armées, puis la 3e armée de chars est insérée entre elles dès le 19, alors que le front n'est toujours pas percé. Le 24, l'armée Rybalko passe sous les ordres du front central ; c'est un nouvel échec car l'armée a été usée dans des assauts frontaux, sans jamais obtenir la percée. Les pertes sont très lourdes : la 3e armée de chars a perdu 60 % de ses T-34/76 et 73 % de ses T-70. Malgré ça, elle obtient le titre d'armée de la Garde par décision du 26 juillet 1943 : le 12e corps de chars devient le 6e corps de chars de la Garde, le 15e corps de chars devient le 7e de la Garde et le 2e corps mécanisé prend le nom de 7e corps mécanisé de la Garde. Le 6 septembre 1943, le 9e corps mécanisé remplace le 7e corps mécanisée de la Garde. Le 13 août 1943, la 3e armée de chars de la Garde est retiré du front central pour revenir dans la réserve générale.
L'armée est remise sur pied une nouvelle fois en septembre 1943 avec 450 T-34/76, 131 Churchill, 15 Sherman М4-А2 (livrés par les convois de l'Arctique), sept T-70, 42 SU-76, 24 SU-152 et 16 SU-122. La 3e armée de chars de la Garde rejoint le front de Voronej pour participer à l'offensive visant Kiev en novembre 1943, marquée notamment par le difficile passage de l'armée sur la rive occidentale du Dniepr : pour cette action, Rybalko obtient les distinctions de héros de l'Union soviétique et de l'ordre de Lénine (par décision du Soviet suprême du 17 novembre 1943).

#### 1944
En 1944, Rybalko et sa 3e armée de chars de la Garde prennent part aux opérations de reconquête de l'Ukraine. L'armée peut enfin jouer le rôle pour lequel elle a été créée : celui d'un groupe mobile, engagé juste après la percée du front ennemi pour réaliser des avancées profondes en territoire adverse en application de l'art opératif. L'armée participe ainsi aux opérations Jytomyr-Berditchev et Proskourov-Tchernovtsy (opérations correspondant à l'offensive Dniepr-Carpates).
En juillet 1944, les 1re armée de chars de la Garde, 3e armée de chars de la Garde et 4e armée de chars sont regroupées en Ukraine occidentale et affectées au premier front ukrainien d'Ivan Koniev pour être utilisées dans le cadre de l'offensive Lvov-Sandomir contre le groupe d'armées Ukraine du Nord allemand. Le 14 juillet 1944, l'armée est équipée de 323 T-34/76, 42 IS-2, un Panther (une prise de guerre), 60 SU-57 (de fabrication américaine), 82 SU-76 et 37 SU-85.
Une des deux percées initiales est confiée aux 60e et 38e armées au sud de Brody, sur un front d'attaque resserré (14 km). Le 14 juillet 1944, après une heure et demie de préparation d'artillerie très concentrée, la 38e armée avance d'une dizaine de kilomètres, mais sur seulement 6/7 km de large, jusqu'à Koltov. C'est dans cet étroit couloir que Koniev engage le 16 juillet l'échelon d'exploitation que représente les 456 blindés (chars de combat et canons automoteurs) de la 3e armée de chars et les 210 blindés du groupement mixte Sokolov (31e corps de chars et 6e corps de cavalerie de la Garde), avec un important soutien aérien (le front dispose de 3 246 chasseurs et bombardiers). Les lignes allemandes cèdent : le 18, le Bug est atteint, Brody est encerclée, avec dans la poche le 13e corps allemand (liquidé du 21 au 23 juillet). La pluie arrête Ribalko pendant deux jours, en rupture logistique, l'empêchant de foncer sur Lvov et de la prendre. Le 21 juillet, devant la résistance allemande autour de Lvov, Rybalko reçoit l'ordre de Koniev de désengager son armée pour l'envoyer le 22 par le nord éviter l'agglomération, arrivant le 24 à Yavorov et Mostiska (à l'ouest de Lvov). Peremyshl sur le San est prise le 27, permettant de foncer vers l'ouest. La Vistule est atteinte à Annopol le 28 juillet par des unités de la 3e armée de la Garde, qui traversent dès le lendemain. Les 1re et 3e armées de chars de la Garde passent sur la rive gauche le 1er août à Baranov au sud de Sandomir, prenant Staszow et renforçant la défense de la tête de pont face aux contre-attaques allemandes. La premier front ukrainien passe alors sur la défensive, en attendant son rééquipement et le rétablissement de sa logistique. Pour l'opération Lvov-Sandomir, la 3e armée de chars de la Garde a avancé de 350 km à travers les lignes allemandes.
Le 21 octobre 1944, la 25e brigade de la Garde (commandée par le colonel Bulyguine) du 2e corps de chars de la Garde (du major-général Burdeiny) traverse la rivière Angerapp par surprise sur un pont en béton intact, entrant dans le village de Nemmersdorf, en province de Prusse-Orientale. Il s'agit d'une des premières localités allemandes prise par l'Armée rouge : le corps de chars s'arrête sur place, perdant sa discipline pour tuer toute la population, violer les femmes et piller les habitations. Deux jours plus tard, une contre-attaque allemande menée par la 5e Panzerdivision, la brigade Führer-Grenadier et la division blindé Hermann Göring encercle puis détruit le corps de chars, ce qui fixe le front pour quelques mois.

#### 1945
Le premier front ukrainien sous le commandement d'Ivan Koniev encadre début janvier 1945 dix armées dont deux de chars (la 4e armée de chars de Dmitri Leliouchenko et la 3e de la Garde de Pavel Rybalko). En janvier 1945, l'armée de Rymalko est armée avec 22 T-34/76, 604 T-34/85, 21 IS-2, 49 SU-57, 63 SU-76 et 63 SU-85.
Le 12 janvier 1945 au matin, le 1er front ukrainien perce les positions allemandes au nord de Cracovie sur une largeur de 36 km ; dès 13 h 57, Koniev ordonne à ses deux armées de chars de foncer vers l'ouest. La 3e de la Garde franchie la Vistule à Baranów, traverse les rangs de la 52e armée, puis la Nida sous les exhortations de Rybalko : « De la vitesse ! Nous avons besoin de vitesse ! Demain, vous devez être à 60 ou 80 kilomètres d'ici ! [...] Tout doit aller vite ! [...] M'avez-vous compris ? » Les tentatives allemandes de contre-attaque ne font qu'un peu freiner la progression soviétique ; l'armée de chars s'enfonce vers l'ouest sans se soucier de ses flancs, roulant de jour comme de nuit en évitant les agglomérations. Le 14 janvier au soir, la tête de colonne de la 3e armée de chars de la Garde a dépassé Jędrzejów ; le 18, Radomsko, atteignant au soir la frontière de la Silésie. Le 20 janvier, Rybalko reçoit de Koniev, avec accord de la Stavka, l'ordre de ne pas continuer vers Breslau mais de faire un virage de 90° pour foncer vers le sud en longeant l'Oder et encercler toute la Haute-Silésie. Proche de la panne sèche, Rybalko ordonne de siphonner le gazole du 9e corps mécanisé pour approvisionner les deux corps de chars. Le 23, les chars de Rybalko sont à Oppeln ; le 25, la contre-attaque de la 20e Panzer près de Gleiwitz freine la progression de la 3e armée de chars de la Garde, permettant l'évacuation allemande en catastrophe de la Haute-Silésie. Le front se stabilise les 28 et 29 autour de Rybnik et de Ratibor. Finalement, la participation de l'armée de Rybalko à l'offensive Vistule-Oder correspond à une raid de 350 km dans le dispositif allemand.
La 3e armée de chars de la Garde participe à la bataille de Berlin en contournant l'agglomération par le sud, prenant notamment les locaux de l'état-major de l'OKH (le commandement de l'Armée de terre allemande) à Zossen le 21 avril 1945. Après la capture de la capitale allemande, l'armée de Rybalko fonce jusqu'à Prague, prise le 9 mai 1945, le jour de la capitulation des forces armées allemandes.

## Guerre froide
Après la capitulation allemande, la 3e armée de chars de la Garde fait partie des forces d'occupation soviétiques en Allemagne. Par ordre du 10 juin 1945, tous les troupes de chars soviétiques sont réorganisées : les armées de chars deviennent des armées mécanisées, les corps de chars deviennent des divisions de chars et les corps mécanisés des divisions mécanisées. La 3e armée mécanisée de la Garde cantonne autour d'Eberswalde (dans l'est du Brandebourg) avec QG à Luckenwalde. En 1948, en plus de la 6e division de chars de la Garde, de la 7e division de chars de la Garde et de la 9e division mécanisée, se rajoutent la 14e division mécanisée de la Garde (ex 9e division aéroportée de la Garde, venant de l'ancien 33e corps de fusiliers de la 5e armée de la Garde).
En juin 1953, la 3e armée mécanisée de la Garde est engagée dans la répression de l'insurrection allemande, la 6e division de chars à Dessau et Wittemberg, la 9e mécanisée à Lübben, Cottbus et Spremberg. En 1957, l'armée est renommée 3e armée de chars de la Garde. Elle est toujours composée des 6e et 7e divisions de chars de la Garde, mais la 9e division mécanisée est dissoute tandis que la 14e division mécanisée des gardes est transformée en 14e division de fusiliers motorisés de la Garde. En 1959 s'y rajoute la 20e division de fusiliers motorisées de la Garde.
En août 1964, l'état-major de l'armée, renommée la 18e armée de la Garde, est envoyé dans le district militaire du Turkestan avec QG à Almaty (au Kazakhstan). Les divisions quant à elles sont réparties dans d'autres armées stationnées en Allemagne. La 18e armée est finalement dissoute le 24 juin 1969.
Commandants :
- lieutenant-général Pavel Rybalko (14 mai 1943 – février 1947) ;
- lieutenant-général Vassili Mitrofanov (en) (février 1947 – mai 1950) ;
- lieutenant-général Vassili Boutkov (mai 1950 – 30 septembre 1953) ;
- lieutenant-général Viktor Oboukhov (en) (30 septembre 1953 – 15 avril 1958) ;
- major-général Sergueï Sokolov (15 avril 1958 – 21 janvier 1960) ;
- major-général Gueorgui Anichtchik (22 janvier 1960 – 28 août 1964).